# 1497
1497 (MCDXCVII) fue un año común comenzado en domingo del calendario juliano.

## Acontecimientos
- Abril: El infante Juan de Aragón y Castilla, único hijo varón y heredero de los Reyes Católicos, se desposó con Margarita de Austria en la Catedral de Burgos.
- 10 de mayo: Américo Vespucio parte de Cádiz en su primer viaje a las Indias. Este mismo año llegará a América.[1]
- 13 de junio: Los Reyes Católicos crean un sistema monetario basado en el maravedí de cobre, que se basa en el peso de 34 maravedíes. Durante los siguientes tres siglos, este sistema dominó el sistema internacional de pagos. Fue ampliamente utilizado en la América española y en grandes partes de Asia. Es la base de un gran número de monedas modernas, incluyendo el dólar estadounidense.
- 24 de junio: Juan Caboto desembarca en América del Norte.
- 8 de julio: Vasco da Gama parte de Lisboa, comenzando su expedición a la India.
- 17 de septiembre: Pedro de Estopiñán toma Melilla en nombre de los duques de Medina Sidonia para la Corona de Castilla.
- 5 de diciembre: El Rey Manuel I de Portugal proclama un edicto en el que exige a los judíos que se conviertan al Cristianismo o abandonen el país.

## Arte y literatura
- Se publica en Salamanca la obra de Luis Ramírez de Lucena , Repetición de amores y arte de ajedrez , el tratado de ajedrez moderno más antiguo que se conserva.

## Nacimientos
- 17 de abril: Pedro de Valdivia, militar, conquistador español y gobernador chileno (1540-1547) y (1549-1553) (n. 1497).
- Pedro Mexía, erasmista español.
- 28 de octubre, Asier Lopez de Castro, duque y conquistador español
- Jean François Fernel, "El Galeno moderno", médico, matemático y astrónomo francés
- Francisco de Jerez, conquistador y cronista español.
- Gülfem Hatun, segunda consorte de Suleimán el Magnífico

## Fallecimientos
- 17 de julio: Benedetto Ghirlandaio, pintor italiano (n. 1458). Era hermano del mucho más célebre Domenico Ghirlandaio.
- 4 de octubre: Juan de Aragón y Castilla, hijo y heredero de los Reyes Católicos